# 李嘉慧
李嘉慧（英語：Sofie Rahman，1975年4月12日—）是一名香港模特兒。
李嘉慧出生於香港，擁有四分之一馬來西亞血統。早年居住在愛民邨，曾就讀天主教領島學校（1987年下午校；與羅敏莊和沈可欣為同級同學）和聖公會聖三一堂中學。她於1995年和周婉儀參選香港小姐競選，獲得亞軍及最上鏡小姐獎。獲選後曾於香港城市大學修讀公共行政高級文憑課程。後在慧妍雅集認識名模翁慧德，翁慧德為她介紹模特兒公司而入行成為模特兒。
李嘉慧憑其高挑身型與高貴氣質，成為香港著名模特兒。她亦曾拍攝多個平面及電視廣告，及在一套電影中客串。1999年獲最佳電視廣告女演員獎。
2005年，李嘉慧與馬來西亞人任偉成結婚，並育有三名女兒，分別出生於2006年3月8日、2008年7月9日及2015年1月7日。

## 曾演出電影
- 1998年 安娜瑪德蓮娜 飾 Cindy

## 外部連結
- 李嘉慧個人網頁
- 愛民幼稚園畢業照，紅圈者為李嘉慧 （页面存档备份，存于）

| 前任： 活麗明 | 香港小姐競選亞軍 1995年 | 繼任： 潘芝莉 |

| 前任： 黃紀瑩 | 香港小姐競選最上鏡小姐 1995年 | 繼任： 李珊珊 |